# 卢多维克·法夫雷加斯
卢多维克·法夫雷加斯（法語：Ludovic Fabregas，1996年7月1日—），法国男子手球运动员，2016年夏季奥林匹克运动会男子银牌得主、2020年夏季奥林匹克运动会男子金牌得主、2024年欧洲男子手球锦标赛金牌得主。